# Barmbek

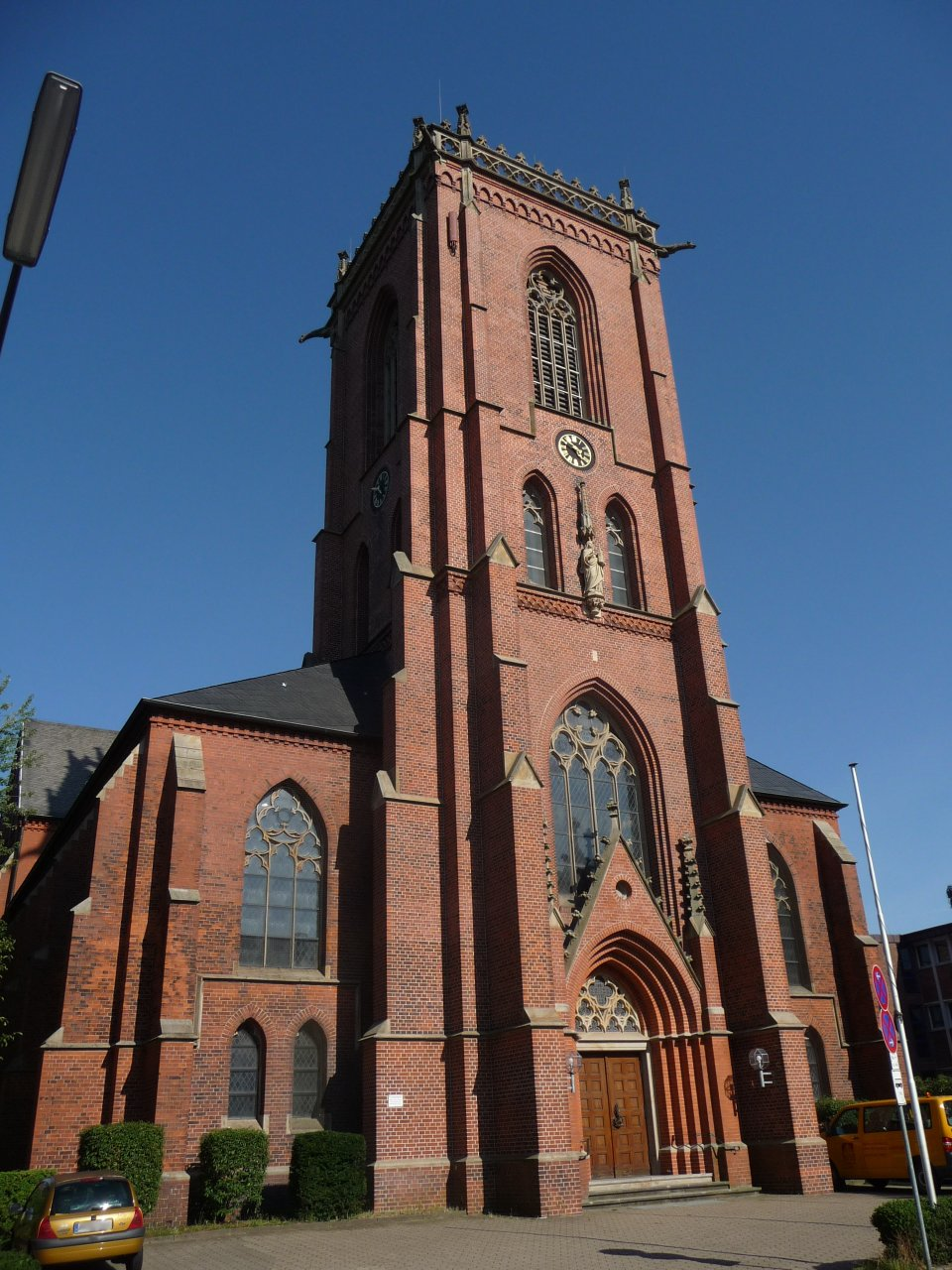
Barmbek

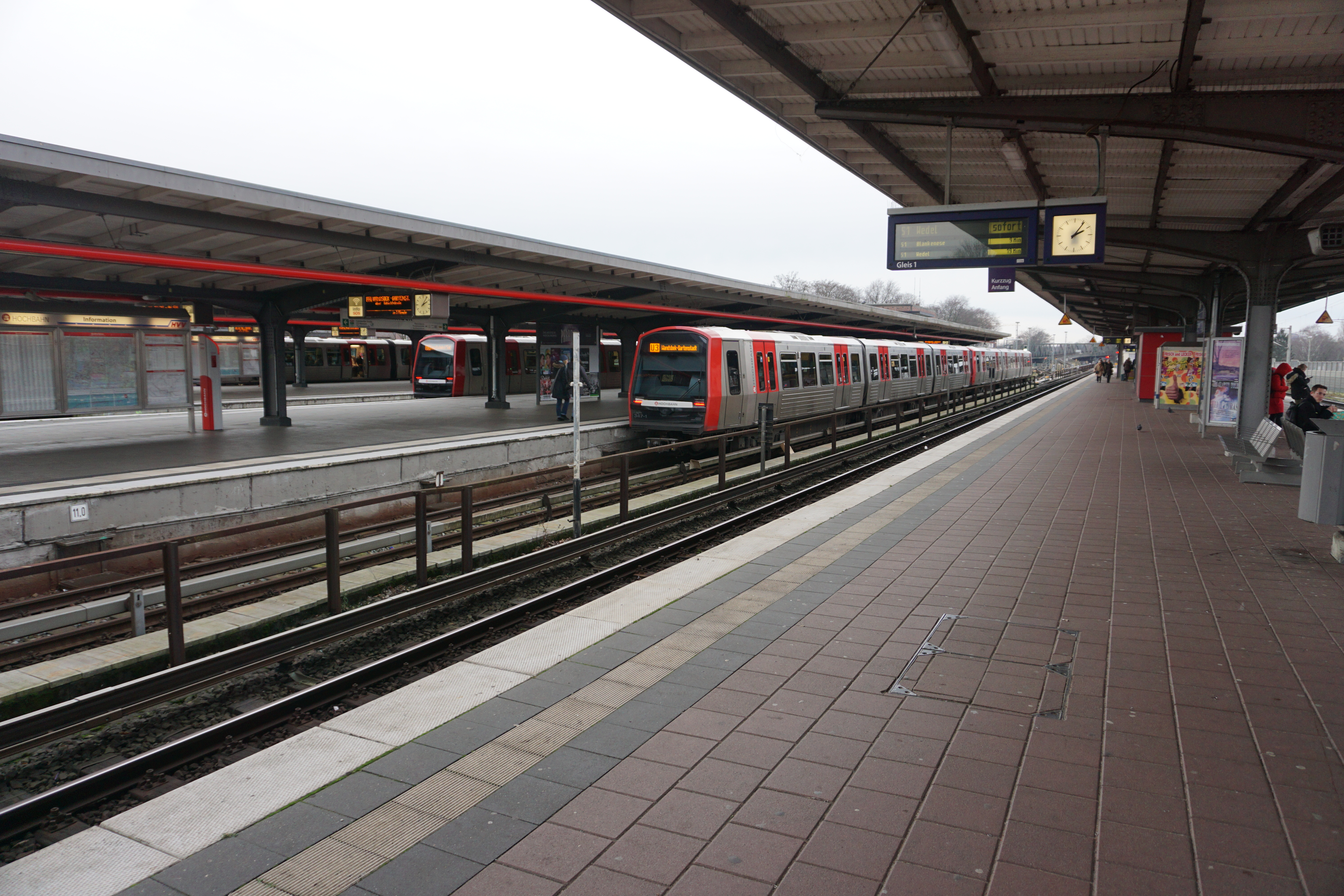
Barmbek station med 3 perronger och 6 spår, 2 spår för S-Bahn närmast och 4 för U-Bahn bakom.

Barmbek, (fram till 1946 Barmbeck) är en tidigare förort till Hamburg. Barmbek är idag uppdelat i stadsdelarna Barmbek-Nord, Barmbek-Süd och Dulsberg, samtliga belägna i stadsdelsområdet Hamburg-Nord. Barmbek station är en knutpunkt för S-Bahn samt U-Bahn linje U3.
Namnet Barmbek nämndes för första gången i skrift 1271 som en by. Barmbek blev 1874 en förort och 1894 en stadsdel i Hamburg. 